# Rekared I.
Rekared I. je bio prvi vizigotski katolički kralj. Vladao je između 586. i 601. godine. Godine 587. odbacio je arijanstvo i prihvatio kršćansku ortodoksiju.
Rekared je bio mlađi sin Leovigilda i njegove prve žene. Kao i njegov otac, Rekared je imao prijestolnicu u Toledu. Vizigotski kraljevi i plemstvo su tradicionalno bili arijanske vjere,  dok su hispanorimski podanici vizigotskog kraljevstva bili ortodoksni kršćani (katolici). Katolički biskup, Leandar Seviljski, utjecao je na Hermenegildovo preobraćenje u pravovjerno kršćanstvo. Također ga je podržao u pobuni koju je Rekared I. digao protiv svog oca i zbog toga je bio protjeran.
Kada je Leovigild umro, Leandar se vratio u Toledo. Rekareda je vizigotsko plemstvo priznalo kao nasljednika i proglasilo ga kraljem bez pogovora. Vođen rodbinskim vezama s franačkom vladarskom kućom Merovinga kao i svojom maćehom Gosvintom koja je propovjedala katoličanstvo, poslao je izaslanike kako bi pozdravili njenog unuka Hildeberta II. i njegovog ujaka, Guntrama, kralja Burgundije i iznijeli mu prijedlog o sklapanju saveza i međusobne pomoći u slučaju napada od treće strane. No, Guntram ih je odbio primiti.
Siječnja 587. godine, Rekared se odrekao arijanstva i prigrlio pravovjerno kršćanstvo. Taj je događaj bio jedan od najvažnijih događaja za vrijeme njegove vladavine i predstavlja prekretnicu u povijesti vizigotske Hispanije. Većina arijanskih plemića i svećenstva je slijedilo njegov primjer, uglavnom oni iz Toleda, ali bilo je i pobuna arijanaca, ponajviše u Septimaniji, najsevernijoj provinciji iza Pirineja, gdje je vođa otpora bio arijanski biskup Ataloh. Od svjetovnih vođa pobune u Septimaniji, grofovi Granista i Vildigern su se obratili Guntramu od Burgundije za pomoć, koji je tu video priliku za osvajanje novih područja, pa je poslao svog duksa Deziderijusa. Rekaredova vojska je pobijedila arijanske pobunjenike i njihove katoličke saveznike koji su stradali u velikom pokolju u kojem je i sam Deziderijus bio ubijen.
Sljedeća pobuna je izbila 588. u Luzitaniji, provinciji na zapadu poluotoka. Njen vođa je bio Suna, arijanski biskup Meride, kao i grof Sego. Rekaredov duks Luzitanije je ugušio pobunu, Suna je bprotjera u Mauretaniju, a Sego se povukao u Galiciju.
U drugoj polovici 588. godine, arijanski biskup Uldila i kraljica udovica Gosvinta su skovali neuspješnu zavjeru, a rezultat toga je protjerivanje Uldile. U popularnoj povijesti, ove arijanske pobune se ne spominju često.
Na Trećem saboru u Toledu kojeg je organizirao Leandar Seviljski i koji je sazvan u kraljevo ime svibnja 589. godine, postavljene su osnove za novo katoličko vizigotsko kraljevstvo. Rekared se priznao kršćaninom po nicejskom vjerovanju i odrekao se arijanizma. Uzeo je ime Flavije, prezime iz Konstantinske dinastije i vladao u stilu rimskih careva. Ratovao je protiv Bizanbtinaca u Hispaniji Baetici nakon što su ovi pokrenuli novu ofenzivu.
Leandar i katolički biskupi su odmah uspostavili program prisilnog pokrštavanja Židova i potpunog eliminiranja arijanstva. Katolička povijest tradicionalno pripisuje ove progone vizigotskim kraljevima. Nakon Rekaredove smrti, na sinodi koja je održana u Toledu 633. godine, biskupi su preuzeli na sebe pravo izbora kralja koje je do tada pripadalo plemstvu, čime je prelazak vlasti na crkvu bio zaokružen.
Tradicionalni katolički izvori iz doba Rekaredove vladavine (spisi Grgura Turskog i Izidora Seviljskog) pozitivno opisuju oštru i revnosno fanatičnu politiku protiv Židova, ograničavajući im slobode proglasima kanona i sinoda. Moderni povjesničari su ponovno prostudirali ovaj stav i zaključili da su Vizigoti bili tradicionalno tolerantni. Papa Grgur I. je bio uvjeren u Rekaredovo odbijanje mita koje mu je nudila židovska zajednica koja je bila veoma moćna i utjecajna na cijelom Sredozemlju, a da su se Rekaredovi zakoni pobrinuli da se dieca iz kršćansko-židovskih brakova krste, što je za Židove imalo malo značaja, s obzirom na to da prema židovskim zakonima, ako majka nije Židovka, ili ako jeste ali je rodila van židovske zajednice, njeno dijete se ionako nije smatralo Židovom. Rekared je ukinuo smrtnu kaznu za Židove osuđene za prozelitizam među kršćanima i ignorirao je Grgurov zahtjev da se Židovima zabrani trgovina kršćanskim robovima u Narbonu. Među kanonima pet sinoda koji su se održali tijekom Rekaredove vladavine, E.A. Tomson nije mogao naći ni jedan koji bi išao na štetu Židova.
Informacije o ostatku Rekaredove vladavine su nejasne. Izidor Seviljski hvali njegovu mirnu vladavinu, milosrđe i velikodušnost. Vratio je velike komade zemlje crkvi, te je sagradio mnoge crkve i manastire. Grgur Veliki, u jednom pismu Rekaredu 599. godine (Epistolas, IX, 61,121) uzdiže ga jer je prihvatio istinsku vjeru i potaknuo druge učiniti isto, odbivši mito koje su mu ponudili Židovi kako bi ublažio zakone okrenute protiv njih. Poslao mu je takoćer i neke relikvije: dio križa raspetog Spasitelja, dio lanaca kojima je bio okovan sv. Petar, i nekoliko vlasi sv. Ivana Krstitelja.
Rekareda je naslijedio njegov mladi sin, Liuva II.